# The New Yorker
The New Yorker (рус. «Нью-Йо́ркер», с англ. — «Житель Нью-Йорка») — американский еженедельник, публикующий репортажи, комментарии, критику, эссе, художественные произведения, сатиру и юмор, комиксы и поэзию. Номер выходит примерно раз в неделю (47 номеров за год). Издаётся с 1925 года. Начиная с 1940-х годов, большинство известных американских рассказов впервые публиковались в The New Yorker.
Основной упор делается на культурную жизнь Нью-Йорка, но журнал весьма популярен и за пределами города.

## История
21 февраля 1925 года в Нью-Йорке вышел первый номер литературно-публицистического еженедельника под названием «Нью-Йоркер».
Первую обложку нарисовал художник Ри Ирвин. Рисунок был сделан по известной гравюре, на которой был портрет реального человека — графа д’Орсе, француза, жившего в Англии. Этот джентльмен получил имя Юстас Тилли (англ. Eustace Tilley), которое придумал для него американский юморист Кори Форд. Как Форд указал в своих воспоминаниях, такую фамилию носила его незамужняя тётушка, а имя было выбрано «из соображений благозвучия». Эта обложка по сей день остается визитной карточкой журнала.
32-страничное издание по цене 12 центов, ориентированное на публику с развитым художественным вкусом, установило новые стандарты журнальной литературы — с мастерски написанными рассказами, блестящими эссе, интеллигентным юмором, самодостаточными карикатурами, рецензиями на незаурядные книги, спектакли, фильмы.
Издание было основано репортером «Нью-Йорк Таймс» Гарольдом Россом и его женой Джейн Грант. Росс хотел создать интеллектуальный юмористический журнал, который бы качественно выделялся на фоне остальной прессы. При финансовой поддержке Рауля Флейшмана (англ. Raoul Fleischmann), Росс основал издательский дом F-R Publishing Company и оставался редактором журнала до самой смерти в 1951 году. Журнал не утратил тонкое чувство юмора и вскоре завоевал репутацию в среде серьёзной журналистики и беллетристики.
В одном из номеров, вышедшем через небольшой промежуток времени после окончания Второй мировой войны, все страницы были отведены для публикации эссе «Хиросима» Джона Херси. В последующие десятилетия журнал опубликовал рассказы многих из наиболее уважаемых писателей XX и XXI веков. Среди них: Энн Битти, Трумэн Капоте, Джон Чивер, Роальд Даль, Мейвис Галлант, Джеффри Хеллман, Джон МакНалти, Джозеф Митчелл, Элис Манро, Харуки Мураками, Джон О’Хара, Дороти Паркер, Филип Рот, Джером Дэвид Сэлинджер, Ирвин Шоу, Джеймс Тербер, Джон Апдайк и Стивен Кинг.
Российских писателей, публиковавшихся в Нью-Йоркере, всего 4: Владимир Набоков (первая публикация: 1942 г.), Иосиф Бродский (первая публикация: 1976 г.), Сергей Довлатов (первая публикация: 1980 г.) и Татьяна Толстая (первая публикация: 1990 г.).
В 1980 годах у «The New Yorker» наступил кризис. Казалось, что его концепция устарела. Журнал, который писал о литературе и культуре, становился чем-то вроде изящного исторического здания в городе современных небоскрёбов. В 1985 году журнал был приобретён издателем Самюэлем Ньюхауз, издателем «Vogue», «Glamour» и «Vanity Fair» и стал частью его корпорации Conde Nast Publications. На пост главного редактора назначили Тину Браун, до этого главного редактора «Vanity Fair». Она дала изданию вторую жизнь, существенно изменив его образ. Если раньше важную роль отводили юмору и уровню литературных произведений, то после реорганизации это изменилось: на первое место вышел журнализм, литература — на второе, а на третье — юмор. Появились рубрики светской хроники, ночной жизни, бизнес-заметки, колонка «городских сплетен» (скандалы и модные события), большие интервью с известными актёрами, музыкантами, политиками и конгрессменами. В итоге, преодолев кризис, в 1995 году «The New Yorker» стал обладателем первой Национальной премии журналистского мастерства «Всеобщее признание» (National Magazine Award for General Excellence).
Летом 2014 года команда журнала объявила, что все материалы, опубликованные на сайте издания, начиная с июля будут находиться в свободном доступе до осени.
Издание и его коллектив четырежды удостоились Пулитцеровской премии. Также The New Yorker был первым журналом, получившим её.
В 2018 году коллектив издания создал свой профсоюз.

## Обложки журнала
Своего рода визитной карточкой журнала являются иллюстрации к его обложкам. «Взгляд на мир с 9-й авеню» — одна из наиболее известных из них. Она была нарисована Солом Стейнбергом для выпуска за 29 марта 1976 года. На картинке в сатирической форме обыгрывается мировоззрение ньюйоркцев, поглощённых своими внутренними делами настолько, что остальной мир для них весьма схематичен. Так, на этой обложке достаточно подробно изображён город в районе Девятой авеню, а вот объекты, расположенные за рекой Гудзон, крайне условны. За полосой реки изображена коричневая полоса суши с подписью «Джерси», затем следует жёлтый прямоугольник, под которым подразумевается остальная территория США. Подписаны пять городов (Лос-Анджелес, Вашингтон (округ Колумбия), Лас-Вегас, Канзас-Сити и Чикаго) и три штата (Техас, Юта и Небраска). Показаны границы с Канадой и Мексикой. За этим материком следует ещё одна полоса воды, немногим шире «Гудзона», за которой смутно видны массивы суши, подписанные как Китай, Япония и Россия.
Обложка неоднократно становилась объектом пародий и подражаний. Во время выборов 2008 года на одной из них была изображена Сара Пэйлин, смотрящая в бинокль в сторону России. Ещё одна обложка того года с заголовком «Политика страха» изображала президента Обаму в арабском платье, врезавшегося в кулак вооружённой Мишель Обамы. Во время Супербоула журнал вышел с иллюстрацией, на которой полицейский преследовал игрока на поле. Художник Бери Блит нарисовал более 80 обложек, начиная с 1994 года. В их числе иллюстрация с Владимиром Путиным. Мартовский номер американского еженедельника The New Yorker от 2017 вышел 6 числа семнадцатого года c русскоязычной обложкой и изображением Президента России. Название журнала на ней было написано кириллицей. На переднем плане нарисован Путин, разглядывающий через монокль бабочку с головой президента США Дональда Трампа. Такое изменение обложки было приурочено к тому, что журнал опубликовал статью-расследование об отношениях Владимира Путина и Дональда Трампа и приведены рассуждения о возможном влиянии России на президентские выборы в США и дальнейших, так называемых, «более крупных планах» российского президента. Этому, например, посвящена статья «Трамп, Путин и новая холодная война» в разделе «Анналы дипломатии». Сама статья оформлена оригинальным рисунком, напоминающим афишу фильма «День независимости», где на красном фоне изображен Белый дом, в который из куполов храма Василия Блаженного (перевёрнутого над Белым домом) сделан выстрел лучевым оружием. Большая часть статьи содержит в себе ссылки на мнения (без доказательств в части вопросов о причастности России к скандалу на выборах в США) американских политиков-демократов, российских либеральных политиков и журналистов (например, А. Венедиктова). Кроме того, статья содержит утверждение, что «Холодная война версии 2.0» между США и Россией всё-таки началась.

## Орфография
Издание использует специфическую орфографию, в которой выделяется применение надстрочных знаков — диерезисов над повторяющимися гласными в словах, где они произносятся отдельно, не формируя диграфа: reëlected, preëminent, coöperate и др. The New Yorker наряду с Technology Review, издаваемым MIT, являются одними из немногих изданий, сохраняющих эту практику.
Кроме того, принята запись чисел прописью, включая сравнительно длинные («twenty-five hundred» вместо «2500»).
«Нью-Йоркер», как правило, не использует курсивное начертание для записи названий книг, фильмов и других произведений. Вместо этого они заключаются в кавычки. Хотя курсив используется при упоминании других печатных изданий, он используется только для самого наименования издания, в то время как название города набирается обычным шрифтом (Los Angeles Times вместо Los Angeles Times).

## Проверка фактов
В 1927 году The New Yorker опубликовал статью об Эдне Сент-Винсент Миллей, содержащую множество фактических ошибок, а ее мать пригрозила подать в суд на издание за клевету.  После этого журнал разработал обширные процедуры фактчекинга, которые стали неотъемлемой частью его репутации начиная с 1940-х годов.  В 2019 году издание Columbia Journalism Review заявило, что «ни одно другое издание не отличалось более тщательной проверкой фактов». По состоянию на 2010 год в журнале работало 16 фактчекеров.
В отношении статей, опубликованных в журнале, было подано как минимум два иска о клевете, однако ни один из них истец не выиграл. Две статьи Джанет Малкольм 1983 года о наследии Зигмунда Фрейда привели к иску со стороны писателя Джеффри Мусаева Массона, который утверждал, что Малкольм сфабриковала приписываемые ему цитаты. После многих лет разбирательств и апелляций в 1994 году присяжные вынесли решение в пользу Малкольм.  В 2010 году Дэвид Гранн написал для журнала статью об искусствоведе Питере Поле Биро, в которой тщательно исследовал и выразил скептицизм по поводу заявленных Биро методов выявления подделок. Биро подал в суд на The New Yorker за клевету, а также множество других новостных агентств, сообщивших об этой статье, но дело было прекращено в дисциплинарном порядке.

## Упоминания в популярной культуре
Журнал упоминается в различных телесериалах («Сайнфелд», «Симпсоны», «Царь горы», «Друзья», «Сплетница», «Секс в другом городе», «Секс в большом городе», «Гриффины», «Бруклин 9-9», «Смертельно скучающий»), книгах («Дьявол носит Prada», «Nobrow. Культура маркетинга. Маркетинг культуры»), фильмах («Дьявол носит Prada», «Адаптация», «Энни Холл», «Письма к Джульетте», «Секс в большом городе 2», «Завтрак у Тиффани», «За пропастью во ржи», «Достать ножи»).